# Grand Prix de Tennis de Toulouse 1990
Il Grand Prix de Tennis de Toulouse 1990 è stato un torneo di tennis giocato sul cemento. È stata la 9ª edizione del Grand Prix de Tennis de Toulouse, che fa parte della categoria World Series nell'ambito dell'ATP Tour 1990. Il torneo si è giocato a Tolosa in Francia, dall'1 al 6 ottobre 1990.

## Campioni

### Singolare maschile
Jonas Svensson ha battuto in finale  Fabrice Santoro per 7-6(5), 6-2.

### Doppio maschile
Neil Broad /  Gary Muller hanno battuto in finale  Michael Mortensen /  Michiel Schapers per 7-6, 6-4.